# Don't Matter to Me
Don't Matter to Me è un singolo del rapper canadese Drake e del cantante statunitense Michael Jackson, pubblicato il 27 giugno 2018 come quarto estratto dal quinto album in studio di Drake Scorpion .

## Descrizione
Si tratta di un brano originariamente registrato da Michael Jackson e coscritto da Jackson e Paul Anka nel 1980, pubblicato postumo in una nuova versione remixata da Drake.

### Genesi del brano
Nel 1980, Anka e Jackson registrarono in studio per circa un mese per lavorare su un album di duetti di Anka. Nel 1982 Jackson pubblicò il suo iconico album Thriller, il cui grande successo, che si protrasse per anni, mise in stand by altre collaborazioni, e gran parte del materiale registrato nelle sessioni con Anka rimase nel caveau per molti anni. Pochi mesi dopo la morte di Jackson nel 2009, tuttavia, la Sony Music pubblicò This Is It, primo singolo postumo di Jackson, tratto da una versione rielaborata della canzone I Never Heard che Jackson aveva scritto insieme ad Anka in quelle sessioni. Quella fruttuosa sessione diede alla luce anche Love Never Felt So Good, singolo (pubblicato anche in duetto virtuale con Justin Timberlake) incluso nell'album del 2014, Xscape, una raccolta postuma di musica inedita di Michael Jackson. La voce di Jackson sulla nuova traccia di Drake proviene da It Don't Matter to Me, un altro prodotto della partnership Anka-Jackson. Anka e Drake si sono incontrati nel febbraio 2018 e la collaborazione è stata anticipata da una foto che mostrava i due in studio e pubblicata da Anka sui suoi profili social lo stesso mese.

## Successo commerciale
Il singolo ha ottenuto un discreto successo a livello mondiale, raggiungendo le prime 10 o le prime 20 posizioni in molti mercati, raggiungendo inoltre la numero 1 in Svezia, in Grecia e sulla UK R&B Singles and Albums Charts e la numero 2 nella Official Singles Chart sempre nel Regno Unito.

## Classifiche
| Classifica (2018) | Posizione massima |
| ----------------- | ----------------- |
| Australia         | 3                 |
| Canada            | 4                 |
| Danimarca         | 2                 |
| Francia           | 24                |
| Germania          | 16                |
| Grecia            | 1                 |
| Italia            | 23                |
| Lettonia          | 2                 |
| Regno Unito       | 2                 |
| Stati Uniti       | 9                 |
| Svezia            | 1                 |